# Labatt
La brasserie Labatt a été fondée en 1847 par l'homme d'affaires canadien d'origine irlandaise John Kinder Labatt. Elle est l'un des principaux acteurs sur le marché de la bière au Québec. La brasserie Labatt est une filiale de Anheuser-Busch InBev.

## Historique

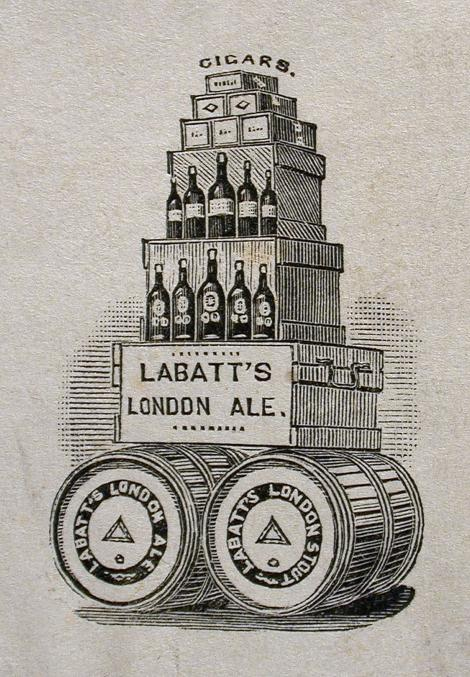
Ancienne publicité de Labatt

En 1847, John Kinder Labatt, en partenariat avec Samuel Eccles, rachète la plus vieille brasserie de London (Ontario), la London's Simcoe Street Brewery. Il la renomme John Labatt's Brewery. Devenu par la suite partenaire dans la Great Western Railway, il en profite pour étendre ses activités. En 1878, la Brasserie Labatt installe un centre de distribution à Montréal. À ce moment, la brasserie de John Labatt produit environ 1 000 bouteilles par année.
Pour célébrer le 50e anniversaire de direction de John S. et Hugh Labatt, la compagnie lance, en 1950, la 50, qui sera, un temps, la bière la plus vendue au Canada. La Blue (Labatt Bleue), une pilsner aux couleurs des Blue Bombers de Winnipeg, est lancée en 1951 au Manitoba.  
Labatt ouvre, en 1954, une première brasserie en sol québécois à LaSalle. À ce moment, quatre grosses brasseries se partagent le marché de cette province : Molson, O'Keefe, Dow et Labatt.
Jusqu'en 1974, Labatt rachète plusieurs brasseries dont la Lucky Lager Breweries de la Colombie-Britannique, la Lucky Lager Brewery Company de San Francisco, la Bavarian Brewering Limited de Saint-Jean de Terre-Neuve, la Oland & Sons Limited de Halifax (Nouvelle-Écosse) et la Columbia Brewery de Creston (Colombie-Britannique).
En 1989, les Brasseries Labatt d'Europe font l'acquisition de Birra Moretti et de Pinza Brau, ce qui en faisait la troisième brasserie d'importance en Italie. Labatt acquiert en 1994 la Cerveceria Cuauhtémoc Moctezuma, qui brassait, entre autres, la Sol et la xx.
En 1995, Interbrew rachète la brasserie Labatt pour 2,7 milliards de dollars. En raison de ce rachat, la division média Labatt Communications Inc est achetée par un groupe d'investisseurs : ESPN (32 %), Stephen Bronfman (22,5 %), Caisse de dépôt et placement du Québec (22,5 %), Reitmans (16,5 %), et des anciens directeurs (6,5 %), puis la société est renommée NetStar Communications, plus tard rachetée par CTVglobemedia devenue Bell Média.

## Innovations
La compagnie a innové à plusieurs niveaux le marché de la bière au Canada. Elle a créé, en 1977, la première bière légère (moins de 5 % d'alcool), la capsule vissée en 1984, la première bière de type dry (Labatt Dry) en 1989, la première bière désalcoolisée (Labatt .5) en 1990, la première bière de type draft en 1992 (Labatt Gennuine Draft), la première bière de type Ice en 1993 (Labatt Ice) et la première limonade maltée en 1998 (Boomerang).

## Liste des bières Labatt Canada
- Labatt .5
- Labatt 50
- Labatt 50 Cream Ale
- Labatt Bleue
- Labatt Bleue Dry
- Labatt Bleue Light
- Labatt Bleue Igloo
- Labatt Extra Dry
- Labatt Porter
- Labatt Sterling
- Labatt Wildcat
- Labatt Wildcat Dry
- Labatt Wildcat Light
- Labatt Wildcat Strong
- Labatt Genuine Draft
- Labatt Ice
- Labatt Lite
- Labatt Nordic
- Labatt Crystal
- Labatt Twist
- Labatt Maximum Ice
- Labatt Légère
- Labatt Bungee
- John Labatt Classic
- Alexander Keith’s India Pale Ale
- Alexander Keith’s Red Amber Ale
- Bass
- Beck's
- Bellevue Kriek
- Boddington
- Brahma
- Budweiser (au Canada seulement)
- Bud Light
- Bud Lime
- Budweiser Prohibition
- Bud Light Chelada
- Hoegaarden
- Kokanee
- Leffe Blonde
- Leffe Brune
- Shock Top
- Stella Artois
- Stella Légère
- St-Urbain
- Busch
- Busch Ice
- Rolling Rock
- Goose
- Goose Endless
- Goose Honker
- Goose 4 Stars
- Michelob
- Michelob Ultra
- Famille Mill's Street
- Famille Archibald

Labatt 50 a été lancée en 1950. La première bière légère introduite au Canada. Labatt 50 a été la bière canadienne la plus vendue jusqu’à 1979 lorsque Labatt 50 a été dépassée en popularité par Labatt Bleue. Dès lors, la marque vedette Labatt Bleue est entrée dans de nombreuses compétitions internationales de bières telles que les Sélections Mondiales de la Qualité, organisées par Monde Selection. Labatt Bleue a été récompensée en 2003 d’un label de qualité Or, attribué par Monde Selection.

## Compléments